# Dalechampia olympiana
Dalechampia olympiana är en törelväxtart som beskrevs av João Geraldo Kuhlmann och William Antônio Rodrigues. Dalechampia olympiana ingår i släktet Dalechampia och familjen törelväxter. Inga underarter finns listade i Catalogue of Life.